# 仙霞路
仙霞路是中華人民共和國上海市長寧區的一條東西走向道路，全长2455米，宽24米，西起新涇港與仙霞西路相連，東至延安西路。中華民國14年（1925年），上海公共租界工部局越界築路，當時道路得名佑尼干路，名字來自於美國駐上海總領事佑尼干。中華民国32年（1943年），更名仙霞路，名稱來自於浙江仙霞。1950年代，當局在建設天山新村時順便翻修仙霞路。1988年，仙霞路拓宽，並且延伸至威宁路。